# Латышенко, Павел Антонович
Па́вел Анто́нович Латыше́нко (Латыше́нков, в монашестве Смарагд; 4 [16] января 1885 — после 1940) — архимандрит Русской православной церкви, лишённый сана и монашества за убийство митрополита Георгия (Ярошевского).

## Биография
Родился Павел 4 января 1885 года в семье православного священника Литовской епархии Антона Латышенкова.
После окончания Литовской духовной семинарии (1905), которая находилась в Вильно, зачислен в Санкт-Петербургскую духовную академию и учился там за казённый счет, завершив высшее богословское образование в 1909 году (из сорока семи выпускников курса Латышенков занял второе место по успеваемости) кандидатом богословских наук с правом без дополнительных устных экзаменов защищать магистерскую работу. Учитывая такие способности, ему было предложено остаться в академии профессорским стипендиатом.
В начале 1911 года принял сан священника. Служил священником в селе Заноричи Литовской епархии в Виленской губернии.
В начале 1911 года Павел Латышенков появился на Холмщине, имея желание послужить утверждению православия в этом крае. Он был гостеприимно принят в Холме епископом Евлогием (Георгиевским), который в своих мемуарах характеризовал его как «волевого и весьма даровитого человека». 17 февраля 1911 года его зачислили в штат Холмского архиерейского дома.
19 февраля 1911 года епископ Евлогий постриг Павла в монашество с именем Смарагд. 26 февраля Смарагд рукоположён в иеродиакона, а на следующий день — в иеромонаха.
В рапорте Священному синоду от 28 февраля епископ Евлогий сообщал о совершённых пострижениях и рукоположениях и просил назначить иеромонаха Смарагда преподавателем Холмской духовной семинарии. В ответ Синод принял к сведению рапорт архиерея. Повторно в марте 1911 года епископ Евлогий пытался устроить Смарагда преподавателем в Холмской духовной семинарии, что вскоре и произошло. Благодаря протекции епархиального архиерея он вскоре занял должность инспектора.
После того как во время Первой мировой войны в 1914 году русская армия заняла Галицию, архиепископ Евлогий стал организовывать проповедь православия среди галицких униатов. Высоко ценя знания и способности Смарагда, он просил Синод назначить его своим заместителем, который бы замещал его в случае отъезда из Львова. Архиепископ просил также возвести Смарагда в сан архимандрита. Однако делу проповеди помешало отступление русских войск: в конце июня 1915 года русская армия была вынуждена оставить почти весь край.
После того как ректор Холмской духовной семинарии архимандрит Серафим (Остроумов) был назначен Священным синодом епископом Бельским, управляющий епархией епископ Владимир в апреле 1916 года возложил обязанности ректора на инспектора Смарагда (Латышенкова).
После Февральской революции и дальше трудился инспектором Холмской духовной семинарии. В это время учебное заведение заметно сократилось. Поступающих, учитывая военное время, не было, а ежегодные выпуски и перевод учащихся в другие семинарии существенно уменьшили численность ХДС. Несмотря на это, за добросовестное выполнение возложенных обязанностей в июне того же года архимандрит Смарагд награждён благословением Священного синода.
Большевистский переворот в России радикально изменил ситуацию и по материальному обеспечению коллектива преподавателей Холмской семинарии во главе со Смарагдом (Латышенковым). Красный террор вскоре заставил их искать выход из сложной ситуации. Было решено эвакуироваться на Украину. 16 сентября ХДС в объявлении духовенству Холмской епархии сообщала, что вскоре по требованию украинских властей переезжает в Киев и будет размещена в здании Киевской духовной консистории. Переезд длился две недели и закончился 6 ноября 1918 года. Поскольку территория Холмской епархии уже тогда находилась под контролем польской администрации, расположиться в Холме она не смогла, и с разрешения тогдашнего управляющего епархией епископа Дионисия преподаватели и воспитанники остановились в Кременце.
В начале 1921 года Иван Огиенко обращался к министру Станиславу Стемповскому с просьбой принять меры для недопущения утверждения польской властью ректором Холмской духовной семинарии архимандрита Смарагда. Руководителем семинарии архимандрит Смарагд так и не стал, поскольку его предыдущая русофильская деятельность в Холме и Галиции была хорошо известна польским властям.
Власти Второй Речи Посполитой начали оказывать давление на православных, добиваясь отделения Польской православной церкви от Русской. Эти действия встретили протест среди многих представителей русского епископата и духовенства, к их числу принадлежал и архимандрит Смарагд.
Варшавский митрополит Георгий запретил архимандрита Смарагда в священнослужении, между тем как последнего, по определению Московской патриархии, назначили епископом Слуцким, викарием Минской епархии. Патриарх Тихон благословил Виленского архиепископа Елевферия (Богоявленского) с собором других епископов совершить хиротонию. Но просьбы епископов снять запрещение с отца Смарагда не имели никаких последствий. Митрополит Георгий, опираясь на польское правительство, уничтожавшее православные храмы и всячески притеснявшее православных, твёрдо держал курс на отделение от Московской патриархии. Не в его интересах, поэтому, было содействовать появлению нового епископа, придерживающегося иных взглядов.
«…Архимандрит Смарагд являлся несколько раз к митрополиту Георгию с бурными объяснениями в неканоничности и изменах, и наконец, потерял душевное равновесие окончательно. Он приобрёл револьвер и, как уже потом выяснилось, тайно учился в лесу стрелять из него. Явившись в 5 часов 8 февраля 1923 года на приём к митрополиту, он в течение более двух часов вёл с ним беседу, но, когда митрополит Георгий выразил сомнение в загробной жизни и уговаривал архимандрита „перейти в его лагерь“, то архимандрит Смарагд выхватил револьвер и несколькими выстрелами убил митрополита со словами: „Вот тебе, палач Православия!“».
Определением церковной власти архимандрит Смарагд был лишён его духовного и монашеского звания и уже как светское лицо (Павел Антонович Латышенков) был предан суду Чрезвычайного трибунала. Бывшему архимандриту Смарагду инкриминировалось убийство митрополита как высокого «государственного чиновника», и ему грозил расстрел. Однако благодаря прекрасно поставленной защите дело перешло на рассмотрение Варшавского окружного суда, который приговорил обвиняемого к 12-летнему тюремному заключению, которое он и отбыл в Варшавской Мокотовской тюрьме. Отказавшись от досрочного (из-за болезни) освобождения, он отбыл наказание полностью и в 1935 году выехал в Чехословакию.
В июле 1940 года написал письмо епископу Тимофею (Шрёттеру). Из текста видно, что автор от своих взглядов не отказался, и спустя 17 лет после совершённого им преступления рассматривал самого себя как человека, стоявшего за церковную правду. У него сохраняется и определённый круг общения среди духовенства, в письме он ни разу не упоминает о непринятии его кем-то из его старых друзей — напротив, перечисляет священнослужителей, с которыми он сохранял дружеские отношения. Благодаря своим старым связям Латышенко был достаточно осведомлён о положении церковных дел в Польше.